# William Robert Ware
William Robert Ware (27 mai 1832 - 9 juin 1915), né à Cambridge, Massachusetts, dans une famille du Clergé unitaire, est un architecte américain.
Il a reçu sa formation professionnelle à l'Université de Harvard College et Harvard Laurent école scientifique. Il est crédité entre autres de la conception de la High Street Church à Brookline, Massachusetts.
En 1865, Ware est devenu le premier professeur d'architecture au Massachusetts Institute of Technology. En 1881, il s'installe à New York et fonde l'École d'architecture de l'université Columbia. Il a pris sa retraite en 1903.
Ware a brièvement étudié les systèmes de vote et a eu l'idée, à partir du scrutin à vote unique transférable, d'élaborer ce qu'on appelle aujourd'hui le vote alternatif, vers 1870. Ce système est utilisé dans plusieurs pays anglophones.